# Boku ni natta watashi
Boku ni natta watashi (僕になった私?), noto anche come Secret Girl, è un manga giapponese di genere shōjo scritto ed illustrato da Ako Shimaki. La serie è stata serializzata sulla rivista Cheese! e i capitoli sono stati raccolti in 5 volumi pubblicati dal 2005 al 2008 da Shogakukan.

## Trama
La storia narra le vicende di Momoko, una ragazza sedicenne: la sua vita normale, del tutto simile a quella delle altre adolescenti della sua età, viene sconvolta quando il fratello gemello Akira scompare. Il ragazzo era appena stato ammesso alle superiori, ma invece di frequentare la scuola decide di scappare per inseguire il suo sogno di diventare fotografo.
Ha lasciato dietro di sé solamente un biglietto in cui cerca di spiegare il proprio gesto: in un primo momento Momoko e la madre han pensato fosse tutto uno scherzo ma poi, visto ch'egli non faceva ritorno, decide di tagliare i capelli della figlia dicendo che doveva prendere il posto di suo fratello fino a quando questi non sarebbe tornato.
Momoko deve così travestirsi da maschio, andare alla sua scuola, ed oltretutto finire per esser compagna di stanza con un ragazzo. Dovrà cercare in tutti i modi di nascondere il proprio segreto e non essere scoperta.

## Personaggi
Momoko Takanashi
Viene costretta a frequentare una scuola maschile al posto di suo fratello gemello che è fuggito. Purtroppo però non risulta essere molto brava negli studi, a causa anche dallo stress indotto dalla situazione in cui si è venuta improvvisamente a trovare: aiutata dal compagno di stanza Ito però rapidamente migliora ed un po' alla volta s'innamora sempre più di lui.
Miss Takanashi
Madre di Momoko e Akira. Quando il figlio scompare costringe Momoko a prendere il suo posto nella prestigiosa scuola in, cui, con gran sacrifici, era appena riuscita a farlo ammettere. In un primo momento rimane molto fredda con Ito, questo almeno fino a quando non viene a sapere ch'egli è l'erede d'una grande azienda.
Ito Kunio
Compagno di stanza di Momoko al convitto della scuola. Dopo aver scoperto che ella è in realtà una ragazza, tenta inizialmente di ricattarla e farla diventare una sua "schiavetta". Nel corso del tempo però i suoi sentimenti si trasformano in qualcosa di più serio e profondo, ed inizia a considerarla una persona preziosa.
Dichiara il proprio amore per lei dopo averla salvata dal tentativo di Yosuke di costringerla a diventare la sua fidanzata. Si prende subito cura di lei, gentile e premuroso, ma anche un po' possessivo e geloso, trattandola come fosse la sua ragazza.
Akira Takanashi
Fratello gemello di Momoko che scappa di casa lasciando nell'armadio solo la sua uniforme scolastica; tornerà dopo aver saputo che la sorella è stata costretta a prendere il suo posto. Tuttavia, vedendo quanto Ito e Momoko stiano bene insieme, lascia le cose come stanno.
Yosuke Saeki
Rappresentante studentesco del dormitorio e figlio del presidente del consiglio scolastico; ben presto scopre che Momoko è in realtà una femmina e cerca di costringerla a mettersi insieme ba lui.
Kawakami
Un compagno di classe di Momoko; è un ragazzo gay ed ha una cotta per Ito, tanto che all'inizio cercherà i utilizzare Momoko per avvicinarglisi. Egli pensa che Momoko sia un maschio, che stia assieme ad Ito e che pertanto siano entrambi omosessuali. Sensibile ed astuto, viene però preso da improvvisa follia quando si tratta di Ito, giungendo fino al punto d'aggredire Momoko per la gelosia.
Dopo che Ito gli conferma che lui e Momoko provano dei sentimenti reciproci e che si stanno frequentando, Kawakami comincia a rendersi conto che il loro legame difficilmente si riuscirà a spezzare e che non potrà avere Ito per sé.
Ryo
Primo amore di Momoko e suo miglior amico d'infanzia; Momoko e Ito lo incontrano durante le vacanze quando la coppia ha voluto trascorrere un po' di tempo insieme da sola.
Shinri Saeki
Fratello maggiore di Yosuke, un tipo molto severo ed incredibilmente forte

## Manga
Boku ni natta watashi è scritto e illustrato da Ako Shimaki. La serializzazione è avvenuta in Giappone ad opera di Shogakukan sulla rivista Cheese! dal 25 aprile 2005 all'8 ottobre 2008. I capitoli sono stati raccolti in 5 volumi da circa 192 pagine ciascuno.
Al di fuori del Giappone la serie è stata pubblicata in Francia da Asuka Comics, in Spagna da Editorial Ivréa, in Germania da EMA.